# Seiichi Tanaka

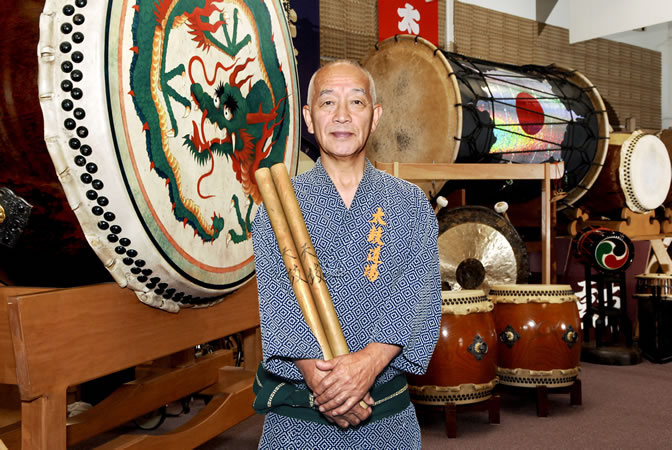
Seiichi Tanaka in 2001

Seiichi Tanaka (Japans: 田中 誠一) (Tokio, 1943) is de eerste Amerikaanse in Japan opgeleide kumidaiko of taiko-leraar. Hij wordt gezien als de Noord-Amerikaanse vader van de kunstvorm.